# Nesticus gastropodus
Espèce
Nesticus gastropodus est une espèce d'araignées aranéomorphes de la famille des Nesticidae.

## Distribution
Cette espèce est endémique de Corée du Sud.

## Publication originale
- Kim & Ye, 2014 : A new species of the genus Nesticus Thorell, 1869 (Araneae : Nesticidae) from Korea. Korean Arachnology, vol. 30, no 2, p. 147-154.